# Presa de Sabugal

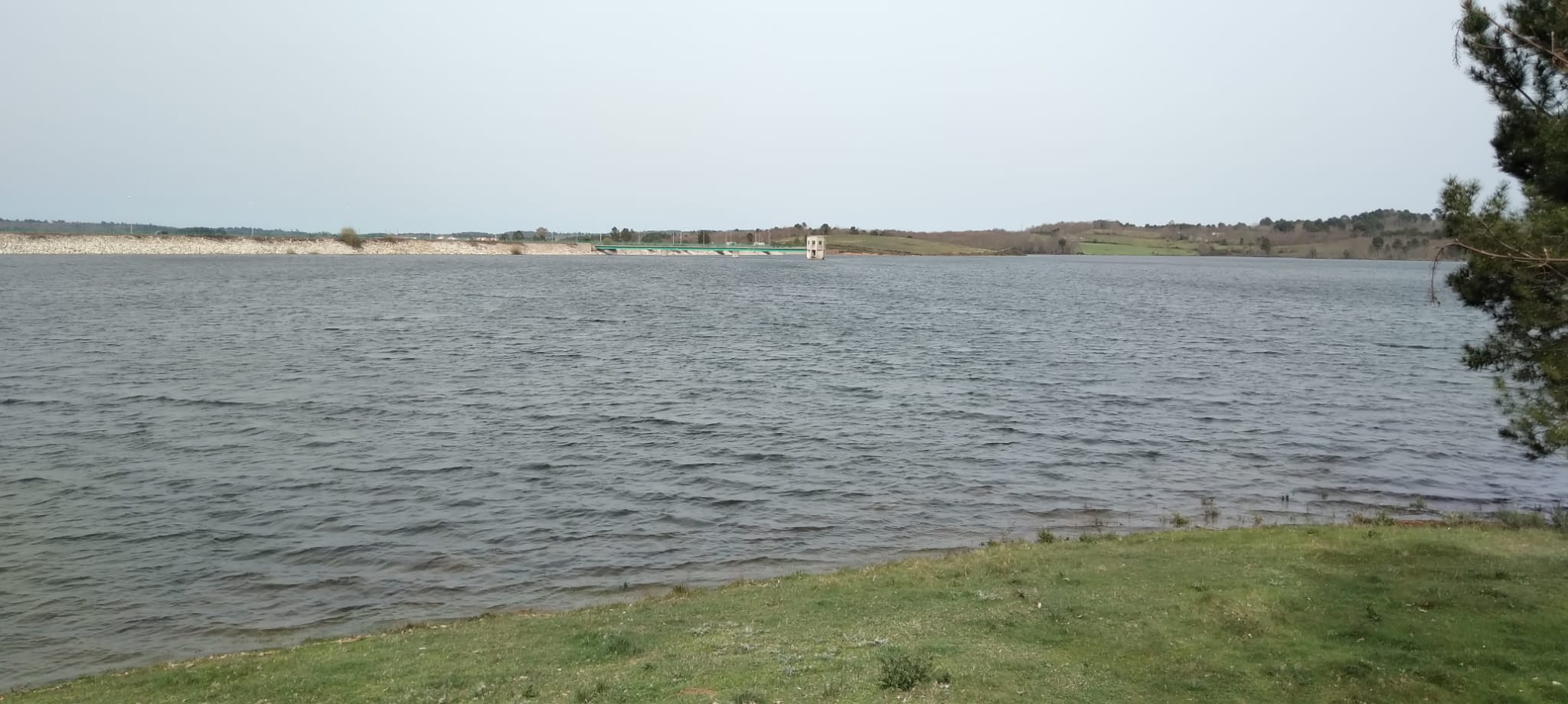
Presa de Sabugal

La presa de Nuestra Señora de Gracia, generalmente conocida como presa de Sabugal, es una obra de ingeniería portuguesa localizada en el municipio de Sabugal, distrito de Guarda.

## Características de la presa
- Hecha de materiales sueltos, volumen de 1894 x 1000 m³
- Altura sobre cimientos - 58,5 m
- Cota de coronación - 794 m
- Altura sobre terreno - 56,5 m
- Longitud de coronación - 1005 m

## Enlades externos
- Wikimedia Commons alberga una categoría multimedia sobre Presa de Sabugal.

- Datos: Q16496934